# Somma Vesuviana
Somma Vesuviana – miejscowość i gmina we Włoszech, w regionie Kampania, w prowincji Neapol.
Według danych na rok 2004 gminę zamieszkiwało 32 838 osób, 1094,6 os./km².